# Émetteur à arc
 (octobre 2012).
L'émetteur à arc, aussi appelé convertisseur à arc ou arc de Poulsen, selon le nom de son inventeur Valdemar Poulsen, est utilisé pour convertir du courant continu en énergie radioélectrique,. Il a été utilisé comme émetteur radio de 1903 jusqu'aux années 1920, lorsqu'il a été remplacé par des émetteurs à tube à vide. Ce circuit est l'un des premiers émetteurs capables de générer des ondes sinusoïdales continues et il a été l'une des premières technologies utilisées pour transmettre du son (modulation d'amplitude) par radio. Cet appareil est inscrit à la liste des évènements importants de l'IEEE (Institute of Electrical and Electronics Engineers, Institut du génie électronique et électrique américain).

## Historique

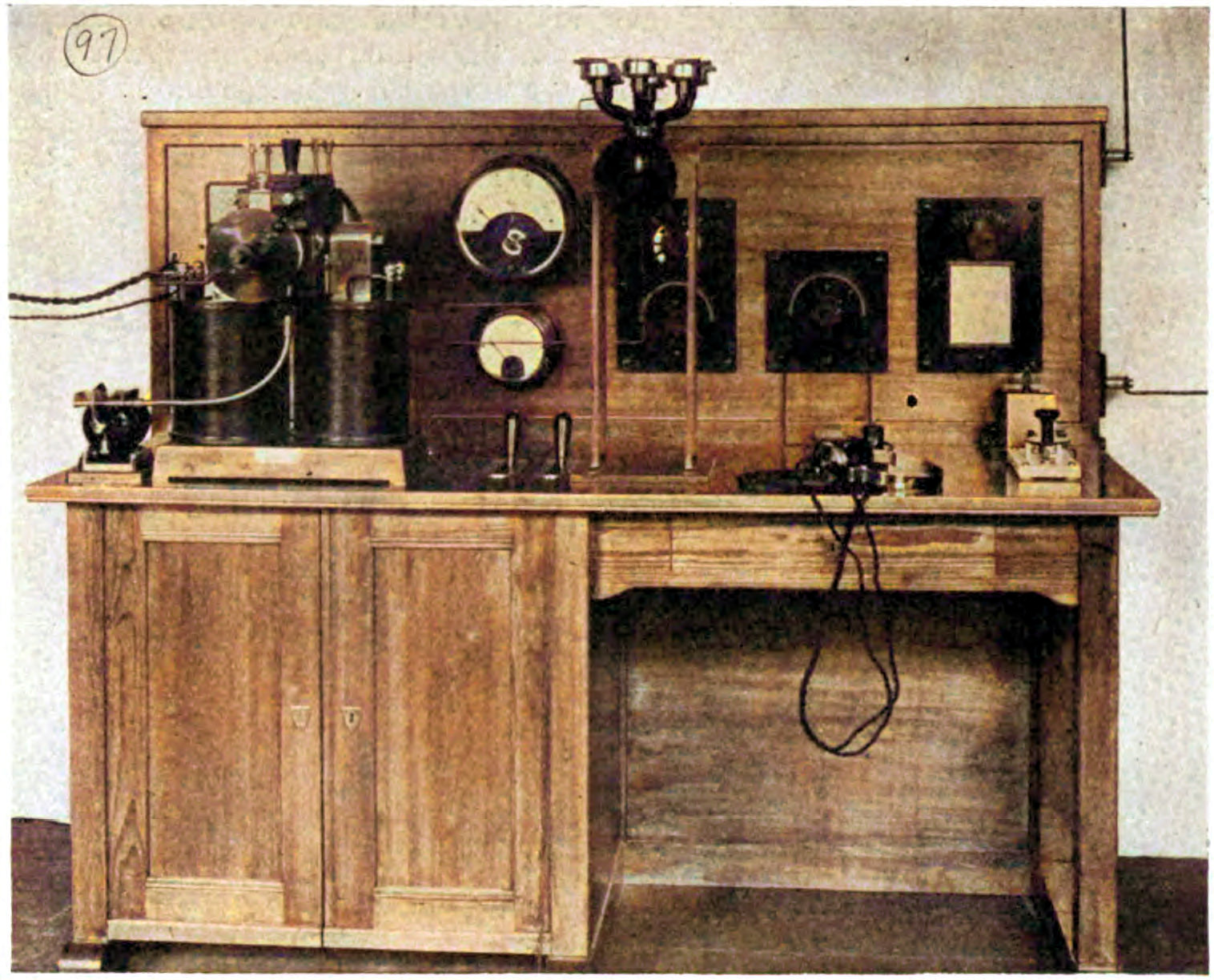
Sur un navire, un des premiers émetteurs à arc radiotélégraphique et radiotéléphonique expérimental vers 1920.

Elihu Thomson a découvert qu'un arc au carbone shunté par un circuit accordé en série "chantait". Cet "arc chantant" était probablement limité aux fréquences audio. Le Bureau des normes américain attribue à William Duddell le circuit résonant shunt vers 1900.
L'ingénieur et électrophysicien britannique William Duddell a réalisé un circuit résonnant en utilisant une lampe à arc au carbone qui oscille aux fréquences audio, ce qui lui valut le surnom d'« arc chantant » (vers 1899). Dudell estime qu'il est impossible de faire osciller son arc aux fréquences radio.

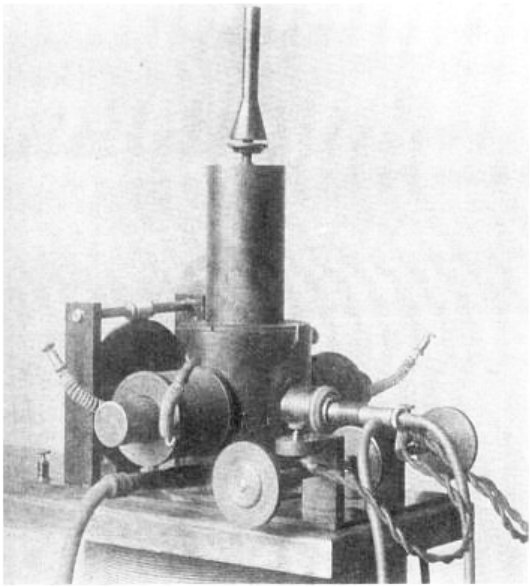
Le premier convertisseur à arc de Poulsen, en 1903.

L'ingénieur danois Valdemar Poulsen s'empare de la question et réussit à élever l'efficacité et la fréquence aux niveaux souhaités ; l'émetteur à arc de Poulsen génère des fréquences jusqu'à 200 kHz qui est breveté en 1903. Les premières années, ce type d'émetteurs continue à s'appeler à émetteur à arc chantant. Les oscillations auto-entretenues linéaires et non-linéaires générées par l'arc chantant sont étudiées en détail notamment par André Blondel.
En 1906, après quelques années de mise au point, la technologie de l'émetteur à arc est transférée en Allemagne et en Grande-Bretagne par Poulsen, son collaborateur Peder Oluf Pedersen, ainsi que leurs bailleurs de fonds.
En 1909, les brevets américains ainsi que quelques convertisseurs d'arc ont été achetés par Cyril Frank Elwell (en). Du coup, les développements en Europe et aux États-Unis sont très différents[pourquoi ?], car en Europe il y a eu de graves difficultés pendant de nombreuses années pour mettre en œuvre la technologie de Poulsen, alors qu'aux États-Unis, un système commercial étendu de radiotélégraphie a été rapidement établi avec la Federal Telegraph Company (en). Plus tard, la Marine américaine a également adopté le système de Poulsen. Seul le convertisseur à arc avec conversion de fréquence passive était adapté à une utilisation portable et maritime. Cela en a fait le système de mobile radio (en) le plus important pendant une dizaine d'années, jusqu'à ce qu'il soit supplanté par les systèmes à tube à vide.

## Principe de l'émetteur à arc
Principe général

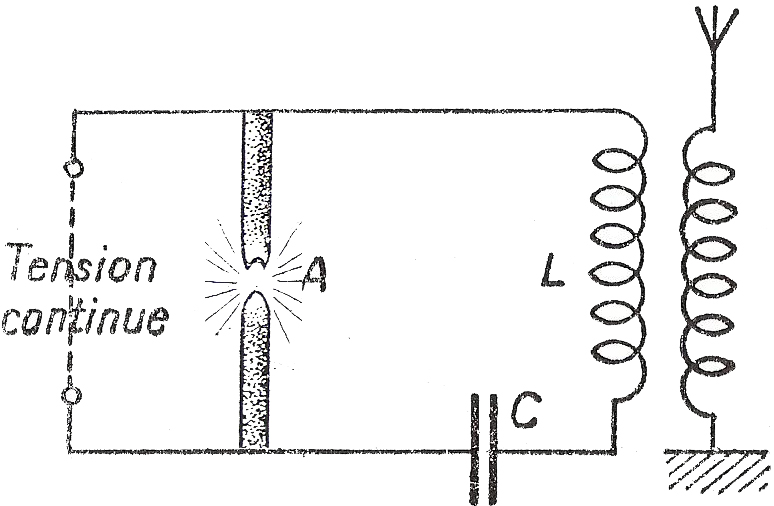
Exemple et principe : émetteur à arc

Si on place en dérivation sur un arc électrique « A » (jaillissant entre deux électrodes reliées à une source continue) un condensateur suivie d’une bobine, on constate que ce  circuit résonant « LC » est le siège d’oscillations entretenues. Les oscillations entretenues sont couplées à l'antenne radioélectrique qui permet d'émettre l'onde radio. Ce matériel est simple et robuste, avec un rendement d'environ 40 %.

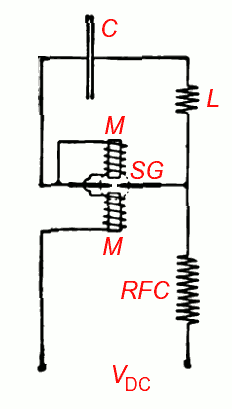
Circuit de base d'un convertisseur à arc, tiré de l'article de Poulsen de 1904 (indications ajoutées).

Sous son aspect industriel pour la marine, l’arc est soufflé par un électroaimant « M », ceci dans le but de l’allonger pour obtenir une meilleure stabilité ; la cathode (–) est en carbone, l’anode (+) en cuivre et refroidie par une circulation d’eau ; l’arc jaillit dans une atmosphère de vapeur d’alcool ; la tension appliquée est de l’ordre de 600 volts, la fréquence obtenue de 500 kHz, avec une puissance de l’ordre de plusieurs kilowatts.
Avec une tension d'alimentation de 50 volts, l’intensité absorbée est de l’ordre de 8 ampères, la fréquence obtenue de 500 kHz avec une puissance de l’ordre de 150 watts dans le circuit L C.
Le circuit LC permettent d'émettre sur une fréquence définie:
- Le condensateur C2 et l'inductance L forment un circuit oscillant radioélectrique permettent d'émettre sur une fréquence définie et utilisant une bande de fréquence.
- La fréquence de résonance {\displaystyle f_{0}} en hertz du circuit d'accord, L en henry, C2 en farad :

{\displaystyle f_{0}={1 \over {2\pi {\sqrt {LC}}}}}.
Pour qu'il y ait résonance, la résistance R en ohm du circuit d'accord doit être la plus faible possible : {\displaystyle R\leq {\sqrt {4L \over {C}}}}

## Description

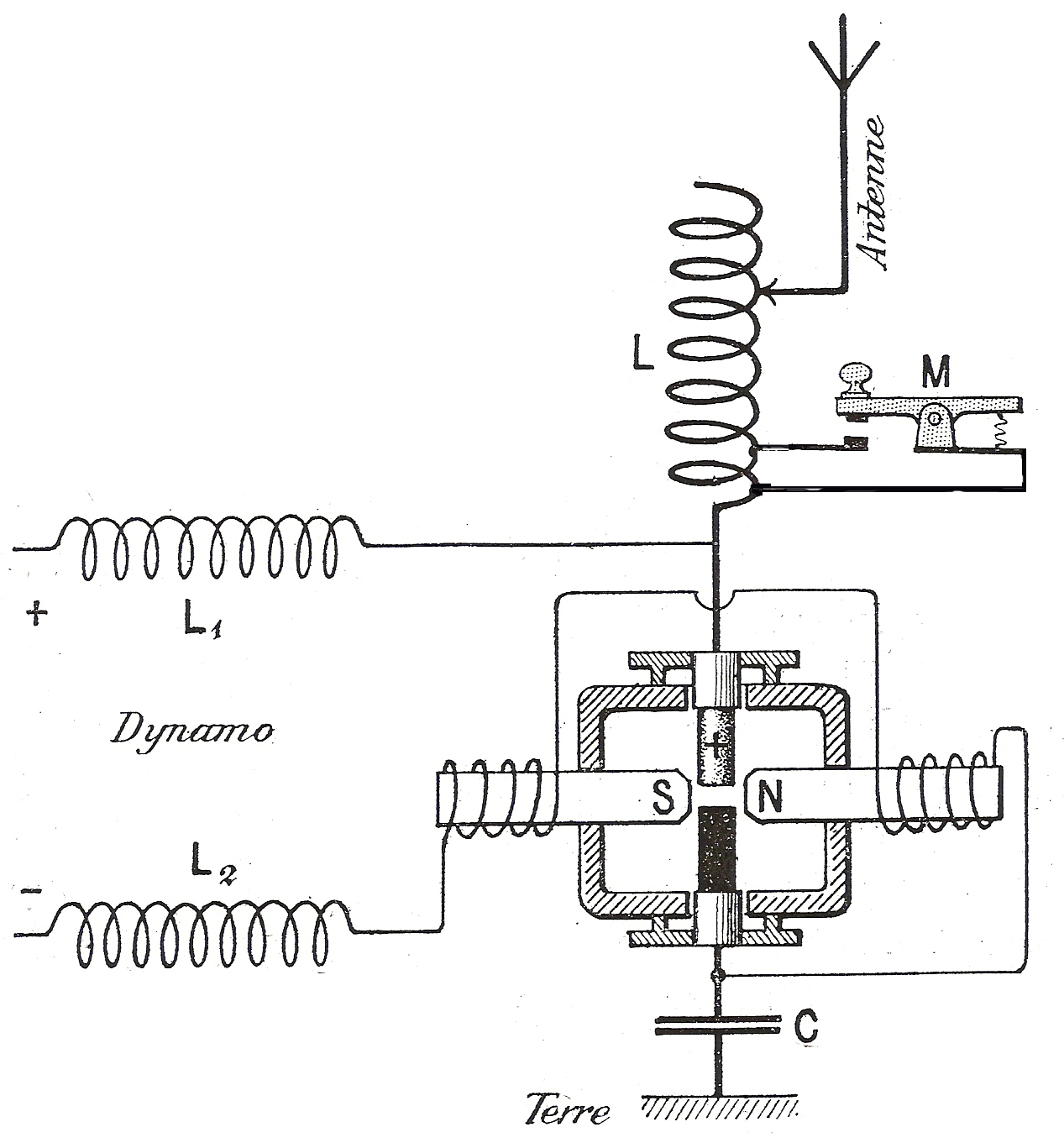
Schéma simplifié d'un émetteur à arc radiotélégraphique.

Contrairement à l'émetteur à étincelles, l'émetteur à arc de Poulsen génère une onde entretenue, ou onde continue, ce qui est une donnée très importante car les ondes amorties sont moins efficaces et créent des interférences en s'étalant sur une grande partie de la bande de fréquences utilisée. Cette méthode sophistiquée de production d'ondes radioélectriques est développée, à l'origine, par Valdemar Poulsen, un chercheur danois.
L'émetteur à arc de Poulsen peut être comparé à un poste de soudure à l'arc en continu, muni d'un circuit accordé connecté au travers de l'arc. Les caractéristiques de la résistance négative de l'arc électrique permet la création d'une oscillation de relaxation qui convertit le courant continu en énergie radioélectrique. L'émetteur à arc consiste en une chambre de bronze refroidie à l'eau dans laquelle se produit l'arc dans de l'hydrogène entre une cathode de carbone et une anode de cuivre refroidie elle aussi par un circuit d'eau. Sur le dessus et le dessous de cette chambre se trouvent deux séries de bobinages qui entourent les deux pôles du circuit magnétique et leurs procurent l'énergie. Ces pôles pénètrent dans la chambre, de part et d'autre de l'arc, et génèrent un champ magnétique. Ce champ permet de stabiliser l'arc et améliore l'efficacité résultante du système. Aujourd'hui encore on peut trouver des oscillateurs basés sur le principe de la résistance négative, comme la diode à effet tunnel par exemple.

Schéma simplifié d'un émetteur à arc de Poulsen.

### Modulation et techniques de compensation
Étant donné que l'arc met un certain temps à s'amorcer et à se stabiliser, on ne peut pas manipuler cet émetteur en modulation tout ou rien (OOK) pour la télégraphie. On utilise donc une sorte de modulation par déplacement de fréquence. Dans ce cas, l'arc est en fonctionnement permanent et une partie du circuit LC (une ou deux spires) est en court-circuit lorsque le manipulateur est abaissé. Ainsi l'émission se fera sur deux fréquences différentes selon que le manipulateur est abaissé ou non. Si ces fréquences sont suffisamment différentes (de l'ordre de 5 %), et que la station de réception est suffisamment sélective, l'opérateur pourra entendre le signal acoustique de la télégraphie classique lorsqu'il est réglé sur la fréquence correspondant au manipulateur en position abaissée. Dans cette méthode dite "méthode de l'onde de compensation", l'arc fonctionne en continu et le manipulateur modifie la fréquence de l'arc de un à cinq pour cent. Le signal à la fréquence non désirée était appelé "onde de compensation" (en anglais : compensation-wave). Dans les émetteurs à arc d'une puissance allant jusqu'à 70 kW, le manipulateur court-circuite généralement quelques tours de la bobine d'accord de l'antenne. Pour les arcs de puissance plus importante, la sortie de l'arc était couplée par transformateur à l'inducteur de l'antenne, et le manipulateur court-circuitait quelques tours inférieurs du secondaire mis à la terre. Par conséquent, la "marque" (manipulateur fermé) était envoyée à une fréquence, et l'"espace" (manipulateur ouvert) à une autre fréquence. Si ces fréquences étaient suffisamment éloignées l'une de l'autre et que le récepteur de la station réceptrice avait une sélectivité adéquate, la station réceptrice entendait le signal CW standard lorsqu'elle était syntonisée sur la fréquence de la "marque".
La méthode de l'onde de compensation utilise une grande partie de la largeur de bande du spectre d'émission. Elle transmet non seulement sur les deux fréquences prévues, mais aussi sur les harmoniques de ces fréquences. Les émissions des émetteurs d'arc de Poulsen sont riches en harmoniques. Vers 1921, la Conférence internationale préliminaire sur les communications a interdit la méthode de l'onde de compensation parce qu'elle causait trop d'interférences.
La nécessité d'émettre des signaux à deux fréquences différentes a été éliminée par le développement de "méthodes à onde unique". Dans une première méthode à onde unique, appelée "méthode d'allumage", le manipulateur de contact démarre et arrête l'arc. La chambre d'arc est équipée d'une tige "percuteur" qui court-circuite les deux électrodes par l'intermédiaire d'une résistance et éteint l'arc. Le manipulateur mettait sous tension un électro-aimant qui déplaçait le percuteur et rallumait l'arc. Pour que cette méthode fonctionne, la chambre d'arc doit être chaude. Cette méthode était utilisable pour les convertisseurs d'arc jusqu'à environ 5 kW.
Le lieutenant de vaisseau W. A. Eaton de l'US Navy a réussi à éliminer l'émission sur la seconde fréquence — lorsque le manipulateur est en position relevée — en envoyant son émission sur une charge résistive non-inductive et non-rayonnante ; de cette façon, seule la fréquence correspondant au manipulateur abaissé est émise.
Le système est très efficace sur les bandes de fréquences de quelques kilohertz à quelques dizaines de kilohertz. On emploie des multiplicateurs de fréquence passifs pour élever la fréquence d'émission à des valeurs utilisables. Le multiplicateur de fréquence et le coupleur d'antenne doivent être suffisamment sélectifs pour éliminer le fort taux d'harmoniques de l'émetteur à arc.
Cette deuxième méthode à onde unique est appelée la "méthode d'absorption", et elle implique deux circuits accordés et un un manipulateur à fermeture avant rupture SPDT. Lorsque le manipulateur est abaissé, l'arc est connecté à la bobine d'accord de l'antenne et à l'antenne. Lorsque le manipulateur est en position haute, l'arc est connecté à une antenne fictive (en) accordée appelée "shunt arrière". Le shunt arrière était un second circuit accordé consistant en une inductance, un condensateur et une résistance de charge en série,. Ce second circuit est accordé à peu près à la même fréquence que la fréquence transmise ; il maintient l'arc en fonctionnement et absorbe la puissance de l'émetteur. L'invention de la méthode d'absorption est apparemment due à W. A. Eaton.
Une autre technique de conception du circuit de commutation par la méthode d'absorption existe et occupe une place importante. Il s'agit de la commutation d'un arc à haute tension, les contacts du commutateur doivent donc être dotés d'une certaine forme de suppression d'arc. Eaton a fait en sorte que le manipulateur du télégraphe actionne des électro-aimants qui commandent un relais. Ce relais utilisait quatre jeux de contacts de commutation en série pour chacun des deux chemins (un vers l'antenne et un vers le shunt arrière). Chaque contact de relais était ponté par une résistance. Par conséquent, le commutateur n'était jamais complètement ouvert, mais il y avait beaucoup d'atténuation.

## Radiotéléphonie
Dans l'émetteur à arc radiotéléphonique créé en 1904, un transformateur T1 module l'alimentation de l'arc électrique E. L'émetteur transmet une modulation d'amplitude en radiotéléphonie sur la fréquence de résonance du circuit T2 et C. Ce transformateur T1 est alimenté par une source d'énergie P modulée par un microphone à charbon. Ce procédé obsolète est à présent abandonné.

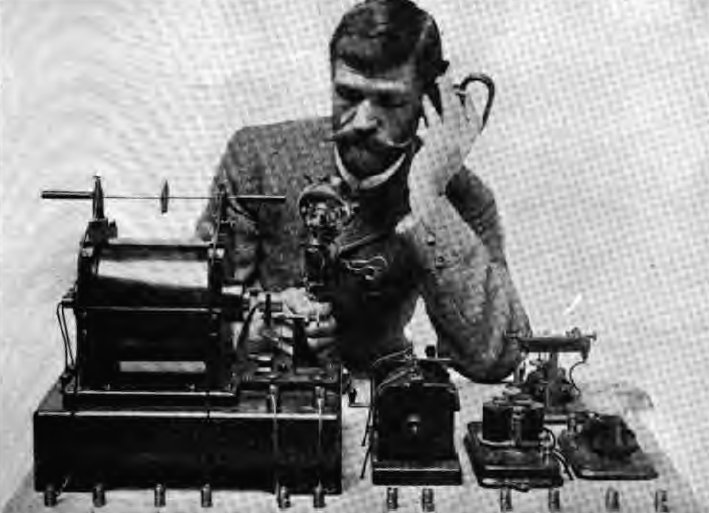
Frederick Collins, inventeur du dispositif de radiotéléphonie sans fil.
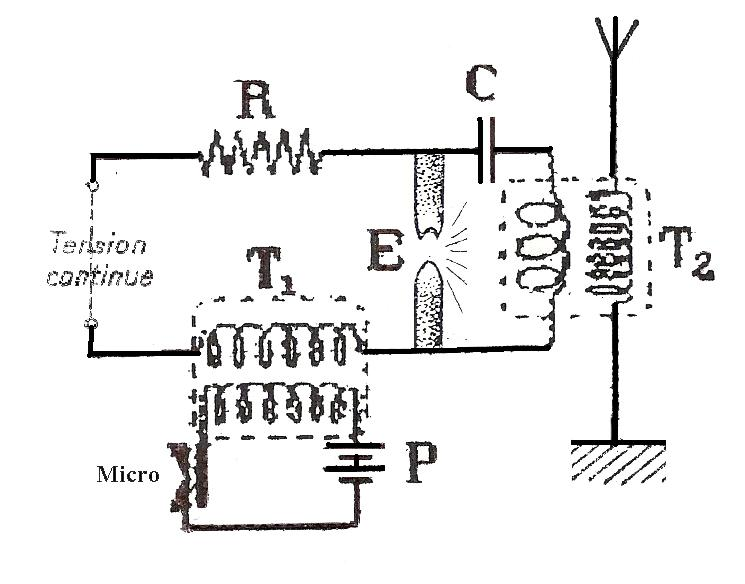
Schéma de principe : émetteur à arc radiotéléphonique.

## Histoire des émetteurs de puissance à arc
En 1912, les premiers émetteurs commerciaux à arc de puissance HF construits pour la marine militaire américaine atteignent 25 kW. Cette technologie permet d'atteindre des navires en mer en se passant de la technologie des câbles sous-marins saturés par le nombre limité de communications.

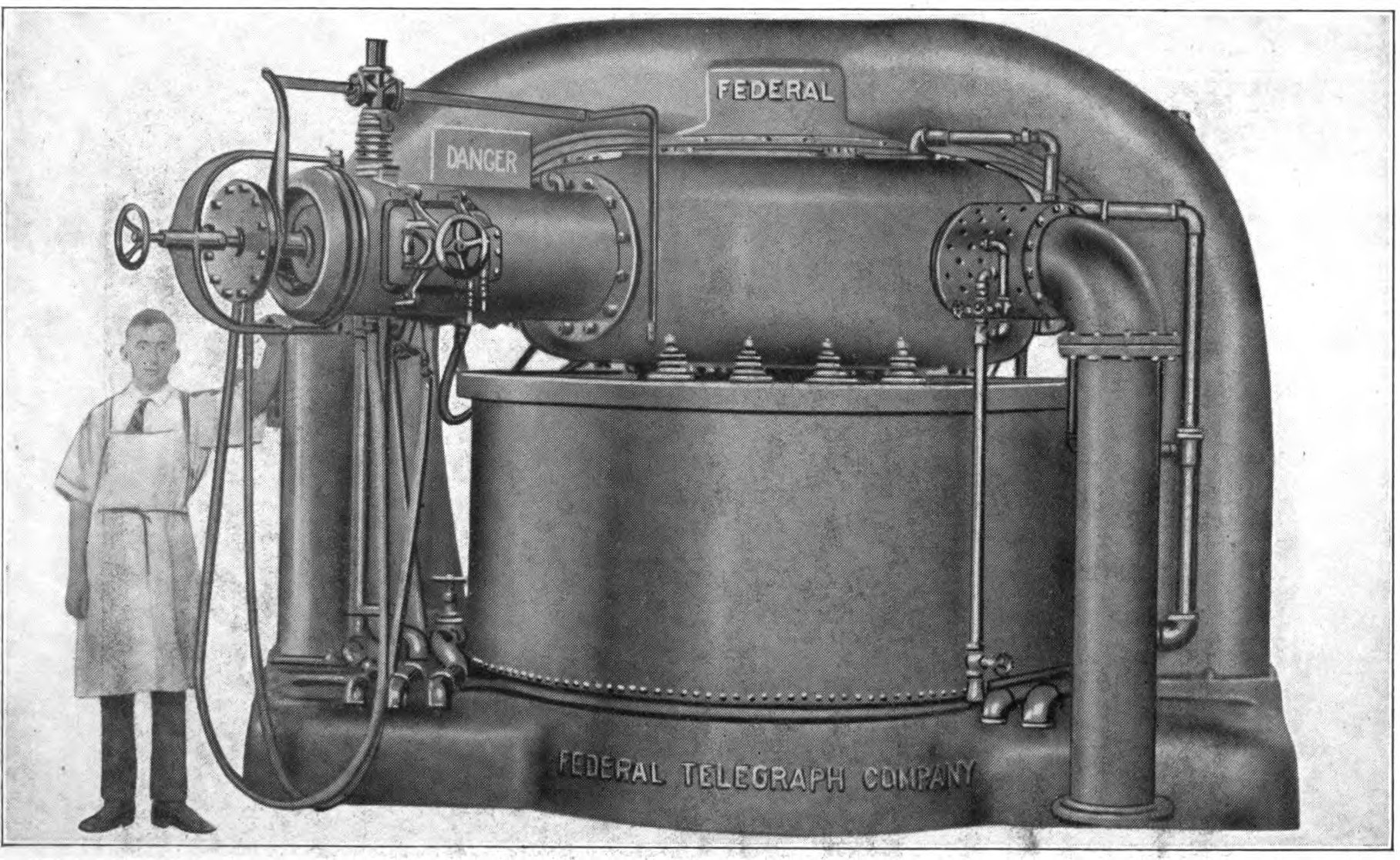
Émetteur à arc de 1 MW équipant l'émetteur de Lafayette (fabriqué par Federal Telegraph Co., 1919).

L'émetteur le plus puissant au monde réalisé sur ce principe est celui de l'émetteur de Lafayette construit à la fin de la première guerre mondiale (entre 1918 et 1920) pour des liaisons transatlantiques; il consommait une puissance de 1 MW pour une puissance moyenne émise de 500 kW avec un électro-aimant de 17000 gauss pesant 60 tonnes.
Son fabricant Federal Telegraph Co. prévoyait la construction d'émetteurs jusqu'à 5 MW mais le faible rendement et le coût de ce système associé à la pollution spectrale générée par le procédé de modulation de fréquence ont mis fin à la dizaine d'années de suprématie de cette technologie plébiscitée par la marine militaire américaine. La technologie des émetteurs à lampe et son coût réduit ont fini par s'imposer notamment avec l'explosion des stations de radiodiffusion commerciale dans les années 1920.
En 1922, le Bureau des normes américain a déclaré que « l'arc est l'appareil de transmission le plus utilisé pour les travaux à grande puissance et à longue distance. On estime que l'arc est aujourd'hui à l'origine de 80 % de toute l'énergie effectivement émise dans l'espace à des fins radiophoniques pendant une période donnée, si l'on exclut les stations d'amateurs. »

### Sources
- Les conférences de Poincaré sur la TSF. Henri Poincaré parle des émetteurs à arc. Revue La lumière électrique, tome IV, 2e série (no 52, 26 décembre 1908), p. 387-393. Conférence de 1908 en ligne et commentée sur le site BibNum.
- (en) Principles of Radio Communication (Principes de radio communication), Morecroft JH, Pinto A & Curry WA;  John Wiley & Sons Inc (New York), 1921.
- (en) History of Communications-Electronics in the United States Navy (Histoire des communications électroniques dans la Marine des États-Unis), Capitaine de vaisseau Linwood S. Howeth, US Navy (retraité), U.S. Govt. Print. Office, 1963.